# Navarra (Vi)
La D.O Navarra és una denominació d'origen dels vins produïts a la meitat sud de la Comunitat Foral de Navarra, la qual és compresa des de les rodalies de la ciutat de Pamplona fins al riu Ebre. Hi conflueixen els climes atlàntic, mediterrani i continental, la qual cosa genera una variabilitat paisatgística i fins a cinc zones de producció diferenciades. Aquesta denominació havia estat coneguda fins fa poc pels seus vins rosats i blancs fins que gràcies a un procés innovador s'hi pot trobar una varietat de productes molt ampla.

## Història
Les primeres evidències del conreu de vinyes es remunten a l'època romana, de la qual trobem restes de àmfores, cellers i monuments i després de la conquesta àrab se'n van eixamplar els límits. La creació del Camí de Sant Jaume junt a la construcció dels monestirs als segles IX i X va fer que els peregrins hi portessin noves varietats de vinya i que es renovessin les tècniques d'elaboració, provocant-ne la propagació i l'expansió de manera notòria al segle xiv. El segle següent va ser quan la grandària dels conreus va arribar més enllà del nord de Pamplona, motiu pel qual limitava el camps de conreu de cereals, necessaris per alimentar els habitants, i va fer que se'n restringís l'expansió. El segle xix va estar marcat per la plaga de la fil·loxera, la qual va patir primer l'estat francès el 1856 i, per tant, es va produir un augment de les exportacions a terres veïnes. Tanmateix, però, pocs anys després la plaga va arribar a Navarra, arrasant-ne la majoria d'hectàrees. Després d'aquesta destrucció es va implementar un pla de reconstrucció de les vinyes espanyoles amb vivers de nova planta resistents a la fil·loxera.
Durant els anys 80 es va crear l'Estació de Viticultura i Enologia de Navarra, encetant un procés d'innovació amb la introducció de noves varietats com la blanca Chardonnay i les negres Merlot i Cabernet Sauvignon junt a les tradicionals varietats de la garnatxa, ull de llebre i Macabeu. Als anys 90 va començar un procés dirigit a la qualitat i creació de denominacions d'origen de pagament.

## L'entorn
En aquesta denominació no trobem un paisatge uniforme, car podem trobar cinc zones de producció amb força diferències depenent del clima pel qual hi són influenciats.
- Baja Montaña: Zona molt marcada per una acusada orografia, amb abundant vegetació de bosc baix, on regna la vinya en les poques zones cultivables. S'hi conreen pràcticament en la seva totalitat varietats negres com la Garnatxa i l'Ull de Llebre. Climàticament se situa entre la zona subhumida pel nord i la seca superior pel sud, variant la precipitació mitjana anual entre els 760 i els 470 mm.
- Ribera Baja: Zona d'escassa vegetació i molt plana, dominada per la presència de la Serra del Moncayo. A les zones més propícies és habitual la presència d'horta. Són terrenys força homogenis pel que fa a les condicions climàtiques, situant-se plenament a la zona semiàrida. Atès el règim tèrmic i unes precipitacions mitjanes anuals que oscil·len entre els 361 i els 384 mm, es planteja un dèficit hídric per a la vinya superior als 300 mm anuals. S'hi conreen varietats com la macabeu i el moscatell,dominant les varietats negres com l'Ull de Llebre i la Garnatxa.
- Ribera Alta: Zona amb suau relleu al nord i al voltant del Ega, que es va fent més plana en el seu trànsit cap al sud, on cohabiten la vinya i el cereal. Climatològicament, és una zona de transició situada entre la zona seca superior i la semiàrida, en la qual les transicions climàtiques són molt graduals, ja que el seu relleu és força planer. Allunyada de les influències oceàniques i pirinenques, es tracta d'una zona més càlida que les del nord. La seva precipitació mitjana anual oscil·la entre els 507 i els 349 mm i el dèficit hídric anual per a la vinya se situa al voltant de 200-300 mm. Hi predomina el conreu de l'Ull de Llebre però amb bona part d'altres varietats negres com la Graciano. Pel que fa a les varietats blanques hi destaquen la Chardonnay i una petita part de la Moscatell.
- Tierra Estella: Solcada pel riu Ega i limitada per la Serra d'Urbasa, té un marcat relleu a la seva zona nord que es va suavitzant cap al sud on hi conviu amb l'olivera i el cereal. Hi destaquen l'Ull de Llebre, la Cabernet Sauvignon i la Chardonnay. Pel que fa al clima, se situa entre la zona subhumida pel nord i la seca superior pel sud, variant la precipitació mitjana anual entre els 700 i els 454 mm.
- Valdizarbe: Marcada en la seva part occidental pels contraforts de la Serra d'Andía i la Serra del Perdó al nord, discorre en gran part al voltant del riu Arga, sent una zona de suaus turons i valls. Des del punt de vista climàtic, completa el límit nord de la distribució de la vinya a la Navarra, sent la més humida de totes les zones. També, com a la zona de Tierra Estella, les serres situades al nord redueixen la influència atlàntica i les vinyes tendeixen a ocupar les solanes. Situada entre la zona subhumida pel nord i la seca superior pel sud, la seva precipitació mitjana anual varia entre els 807 i els 544 mm. Hi conviuen amb hectàrees similars L'Ull de Llebre, la Garnatxa, la Cabernet i Merlot entre les tintes. Hi existeix a més, una mica de Chardonnay i Malvasia.[3]

## Varietats de raïm
- Varietats blanques: Macabeu, Chardonnay, Garnatxa blanca, Moscatell de gra petit, Sauvignon Blanc.
- Varietats negres: Ull de Llebre, Graciano, Cabernet Sauvignon, Garnatxa, Merlot, Carinyena, Syrah, Pinot Negre.